# Huatusco (sitio arqueológico)
Huatusco es un sitio arqueológico ubicado en el municipio de Carrillo Puerto, cerca del pequeño y casi deshabitado pueblo de Santiago Huatusco, en la ribera norte del Río Atoyac en el Rancho El Fortín. La importancia del sitio se debe a la pirámide casi intacta de la época prehispánica, donde la mayor parte del templo actual aún permanece en pie, en el estado de Veracruz, México.
La ciudad fue una capital de habla náhuatl y probablemente una guarnición azteca que se desarrolló bajo el nombre de Cuauhtochco en tiempos prehispánicos. Durante la conquista de México, esta guarnición fue derrotada en noviembre de 1521, después de la caída de Tenochtitlán, por Gonzalo de Sandoval. 
Durante el período colonial, el área fue de poco interés debido a la rápida despoblación, y un pequeño número de edificios religiosos prehispánicos permanecieron inadvertidos y, por lo tanto, ilesos. Mientras que la pirámide posclásica del Castillo de Teayo es bien conocida y frecuentemente visitada, probablemente llevó visitantes desde este sitio hasta Huatusco, Veracruz. Esto puede deberse a la confusión con el nombre del sitio, ya que el lugar donde se encuentra este sitio, Santiago Huatusco, está aproximadamente a 70 km (43 millas) al sureste de la ciudad de Huatusco, también conocida como Huatusco de Chicuellar. Además, el acceso al pequeño asentamiento de Santiago Huatusco, donde se encuentra el sitio, es bastante complicado.

## Antecedentes
La historia prehispánica de Veracruz es compleja. Estuvo habitada principalmente por cuatro culturas nativas. Los huastecos y otomíes ocuparon el norte, mientras que los totonacas residieron en el centro-norte. Los olmecas, una de las culturas más antiguas de América, se volvieron dominantes en la parte sur de Veracruz. 
Los restos de estas antiguas civilizaciones se pueden encontrar en sitios arqueológicos como Pánuco, Castillo de Teayo, El Zapotal, Las Higueras, Quiahuiztlán, El Tajín, Cempoala, Tres Zapotes y San Lorenzo Tenochtitlán. 
La primera gran civilización en el territorio del actual estado es la de los olmecas, civilización con raíces en las anteriores sociedades Arcaicas y Formativas de la Costa del Golfo y en el Istmo de Tehuantepec.  Los olmecas se establecieron en la región del río Coatzacoalcos y se convirtió en el centro de la cultura olmeca. El principal centro ceremonial aquí fue San Lorenzo Tenochtitlán. Otros centros importantes del estado incluyen Tres Zapotes en la ciudad de Veracruz y La Venta en Tabasco. La cultura alcanzó su apogeo hace unos 2600 años, siendo su expresión artística más conocida las colosales cabezas de piedra .  Estos sitios ceremoniales fueron los más complejos de ese período temprano. Por esta razón, muchos antropólogos consideran a la civilización olmeca como la cultura madre de las muchas culturas mesoamericanas que la siguieron. Hacia el año 300 a. C., esta cultura fue eclipsada por otras civilizaciones emergentes en Mesoamérica. 
Otro grupo importante fueron los totonacas, que han sobrevivido hasta nuestros días. Su región, llamada Totonacapan, está centrada entre el río Cazones y el río Papaloapan en el norte del estado. Los totonacas precolombinos vivían de la caza, la pesca y la agricultura, principalmente de maíz, frijol, chile y calabaza. Esta es también la región originaria de la vainilla . Las esculturas de arcilla con caras sonrientes son indicativas de esta cultura. El sitio principal es El Tajín, ubicado cerca de Papantla, pero la cultura alcanzó su apogeo en Cempoala (a unas cinco millas (8 km) tierra adentro del actual puerto de Veracruz), cuando fue conquistada por los aztecas.  Cuando los españoles llegaron en 1519, el territorio aún albergaba una población de alrededor de 250.000 personas que vivían en cincuenta centros de población y hablaban cuatro dialectos totonacos. Sólo en Cempoala vivían 25.000 personas. 
Las Huastecas se encuentran en el extremo norte de Veracruz y se extienden por partes de Tamaulipas, Hidalgo, San Luis Potosí, Querétaro y Puebla. El lenguaje y las técnicas agrícolas de estos pueblos y los mayas son similares; sin embargo, sólo quedan unos pocos edificios y cerámicas de la cultura huasteca temprana. Esta cultura también alcanzó su apogeo entre 1200 y 1519, cuando fue conquistada por los españoles. 
Durante el siglo XV y principios del XVI, los aztecas llegaron a dominar gran parte del estado y lo dividieron en provincias tributarias: Tochtepec, Cuetlaxtlan, Cempoallan, Quauhtochco, Jalapa, Misantla y Tlatlauhquitepec. Los aztecas estaban interesados en la vegetación de la zona y en cultivos como cedros, frutas, algodón, cacao, maíz, frijoles y vainilla. Sin embargo, los totonacas se sintieron descontentos con el gobierno azteca, y los gobernantes aztecas, desde Axayácatl hasta Moctezuma II, tuvieron que enviar soldados para sofocar las rebeliones. Los huastecos fueron subyugados con mayor éxito por los aztecas y relegados a las provincias de Atlán y Tochpan. 

### Toponimia
Huatusco, o Guatusco, es una deformación de los vocablos náhuatl Cuauh-tuch-co: cuahuitl; árbol, Tuchtli; conejo, Co; en: “en el lugar del árbol del conejo”. Los nativos llamaban “Cuauhtochtli” a una especie de ardilla que vivía en los árboles. 

## Historia
El pueblo de San Antonio Otlaquiquiztla, del siglo XVI, perteneció a la antigua provincia de Cuauhtochco, cuya capital era Santiago Huatusco (hoy Carrillo Puerto). Con el tiempo el nombre de Otlaquiquixtla se perdió, pasando a ser San Antonio. Por pertenecer a la mencionada provincia se le llamó entonces San Antonio Huatusco. La región fue originalmente parte de la región de Totonacapan ocupada por los totonacas, posteriormente pasó a manos de los olmecas históricos. Alrededor de 1454 d. C., un hijo de Netzahualcóyotl conquistó la región, incluida Otlaquiquixtla. 

## El sitio

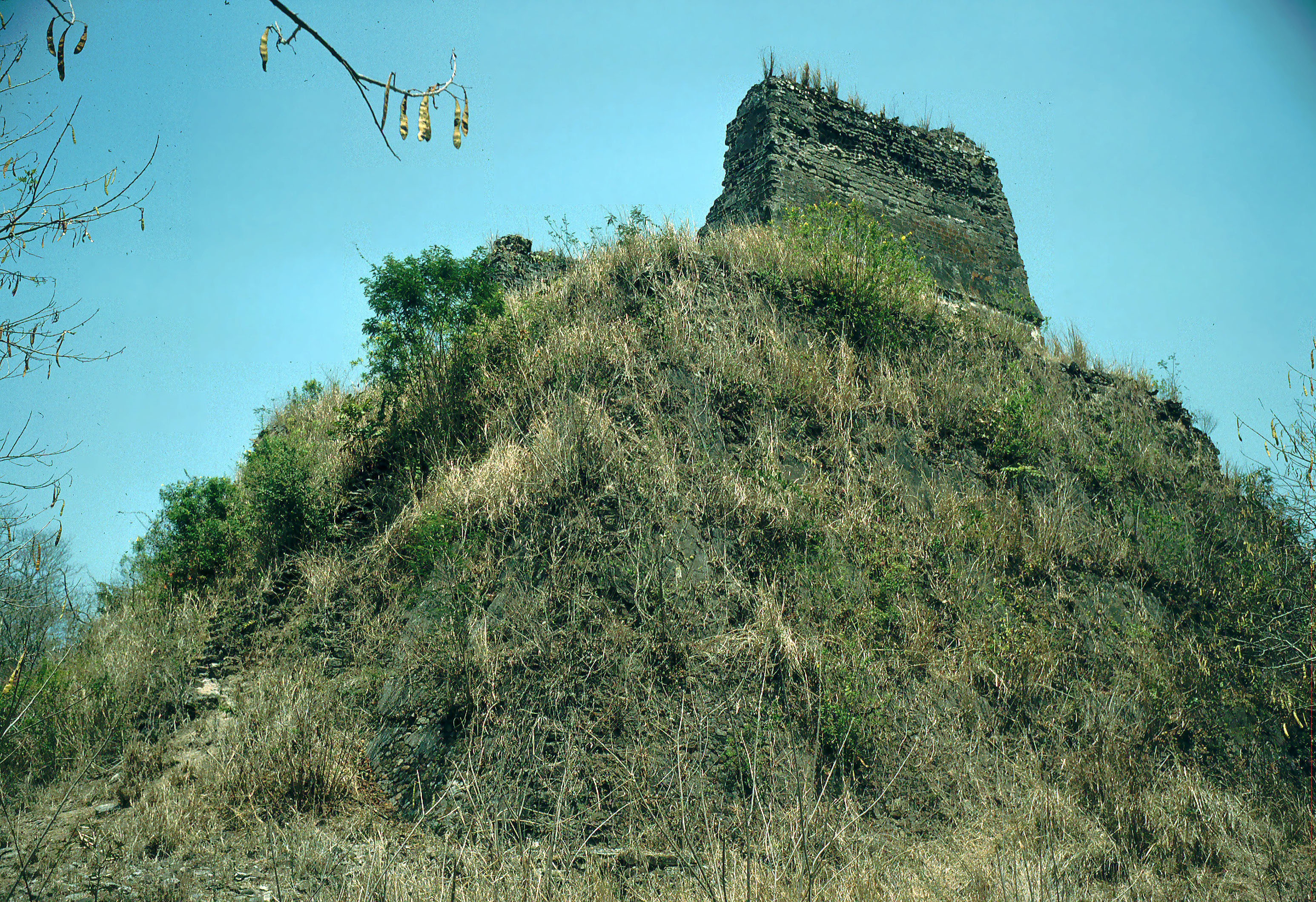
Vista lateral de la pirámide de Huatusco

A más de 100 metros sobre el lecho del río Atoyac se encuentran las ruinas en la orilla norte. El acceso desde el sur está bloqueado por unas murallas bien conservadas hechas con piedras redondas de río. La superficie del sitio se divide en dos secciones. En el lado norte, más amplio, hay varios edificios y terrazas en gran parte destruidos.
La sección está dominada por la pirámide central, un edificio de cuatro niveles, con una plataforma baja al lado oeste.
Esta estructura es sin duda el templo mejor conservado de la Mesoamérica posclásica tardía. Una amplia escalera, ligeramente por encima del cuerpo real de la pirámide, conduce a la parte superior de la plataforma de la pirámide. Parece haber alrededor de 52 pasos.
Los edificios del templo, notablemente grandes y bien conservados, cuyos muros miden entre 7 y 8 metros, mientras que el muro con la entrada ancha ubicada en el lado occidental pierde casi por completo su mitad superior, probablemente porque faltan las vigas de madera de la puerta.
Los muros están divididos horizontalmente: los muros son perpendiculares a una altura de aproximadamente 2,3 metros, luego, en una pequeña cornisa los muros se inclinan ligeramente hacia el interior. Sobre una cornisa rectangular más alta, que cubre casi todo el tercio superior del muro, se encuentra un nicho con un friso de hornacina que representa un “cielo lleno de estrellas”.
Al igual que en el Castillo de Teayo, las plantas interiores estaban divididas. Huatusco cuenta con tres niveles de techo. El nivel más bajo, a 2,50 m de altura, es una tendencia, estrechas vigas de madera expuestas forman un techo de este a oeste, con paredes que se asemejan a una ranura de ladrillo. En el centro de los bordes había vigas de soporte de madera profundamente ancladas en las paredes laterales, pero también apoyadas sobre pilares de ladrillo que sobresalían de las paredes laterales. Las vigas estaban sostenidas al menos dos veces por pilares de madera o ladrillo debido a la longitud de la habitación. El segundo nivel también estaba formado por vigas paralelas a intervalos de aproximadamente 1 metro de vigas de madera expuestas que estaban empotradas en la pared lateral. Restos de estas vigas todavía son numerosos en los vanos de los muros. Además, había una viga que iba desde el centro hacia el lado norte y sureste. El tercer nivel a su vez estaba constituido por una estructura probablemente formada por vigas de madera a la vista. No quedan restos de estas vigas. También en este nivel, que probablemente tenía un acabado estucado, los muros laterales continuaban hasta el techo para proporcionar soporte lateral. Las habitaciones del segundo y tercer piso no eran tan altas como las del primer piso. No está claro si tenían una finalidad específica o sirvieron únicamente para lograr una ilusión óptica.